# Cercopis plagiata
Cercopis plagiata är en insektsart som beskrevs av Hermann Burmeister 1835. Cercopis plagiata ingår i släktet Cercopis och familjen spottstritar. Inga underarter finns listade i Catalogue of Life.